# La Bouteille
Pour les articles homonymes, voir Bouteille (homonymie).
La Bouteille est une commune française située dans le département de l'Aisne, dans la région des Hauts-de-France.

## Géographie
La Bouteille se situe dans le canton et l'arrondissement de Vervins. La commune est traversée par la D 963, qui relie Vervins à Hirson.

### Communes limitrophes
Elle a pour communes limitrophes : Vervins, Fontaine-lès-Vervins et Landouzy-la-Cour dans le canton de Vervins ; Ohis, Origny-en-Thiérache dans celui d'Hirson et Étréaupont dans l'ancien canton de La Capelle.

### Hameaux
Le village de La Bouteille possède plusieurs hameaux (la Hourbe, Foigny, l'Arbalète) mais aussi de nombreux écarts : les Étots, les Bassins, la Hugoterie, la Haute-Bonde, les Carettes, Le Paradis, etc.
Divers lieux-dits tiennent leur noms d'établissements agricoles relevant de l'abbaye de Foigny : la Cense-des-Fontaines, la Cense-Bernier; la Cense-d'Aubenton ; La Cense-des-Trois-Chemins.

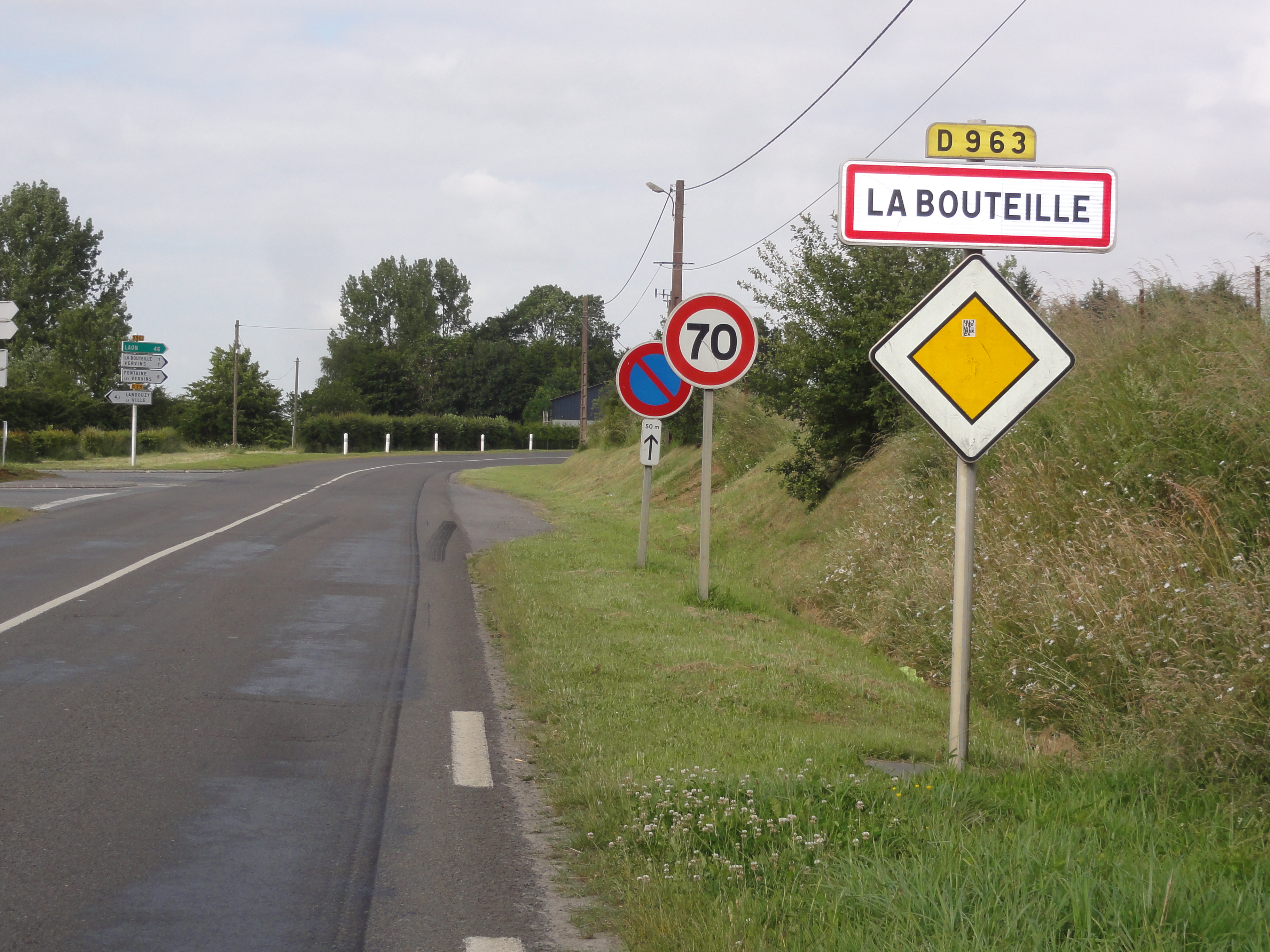
Entrée de la Bouteille.
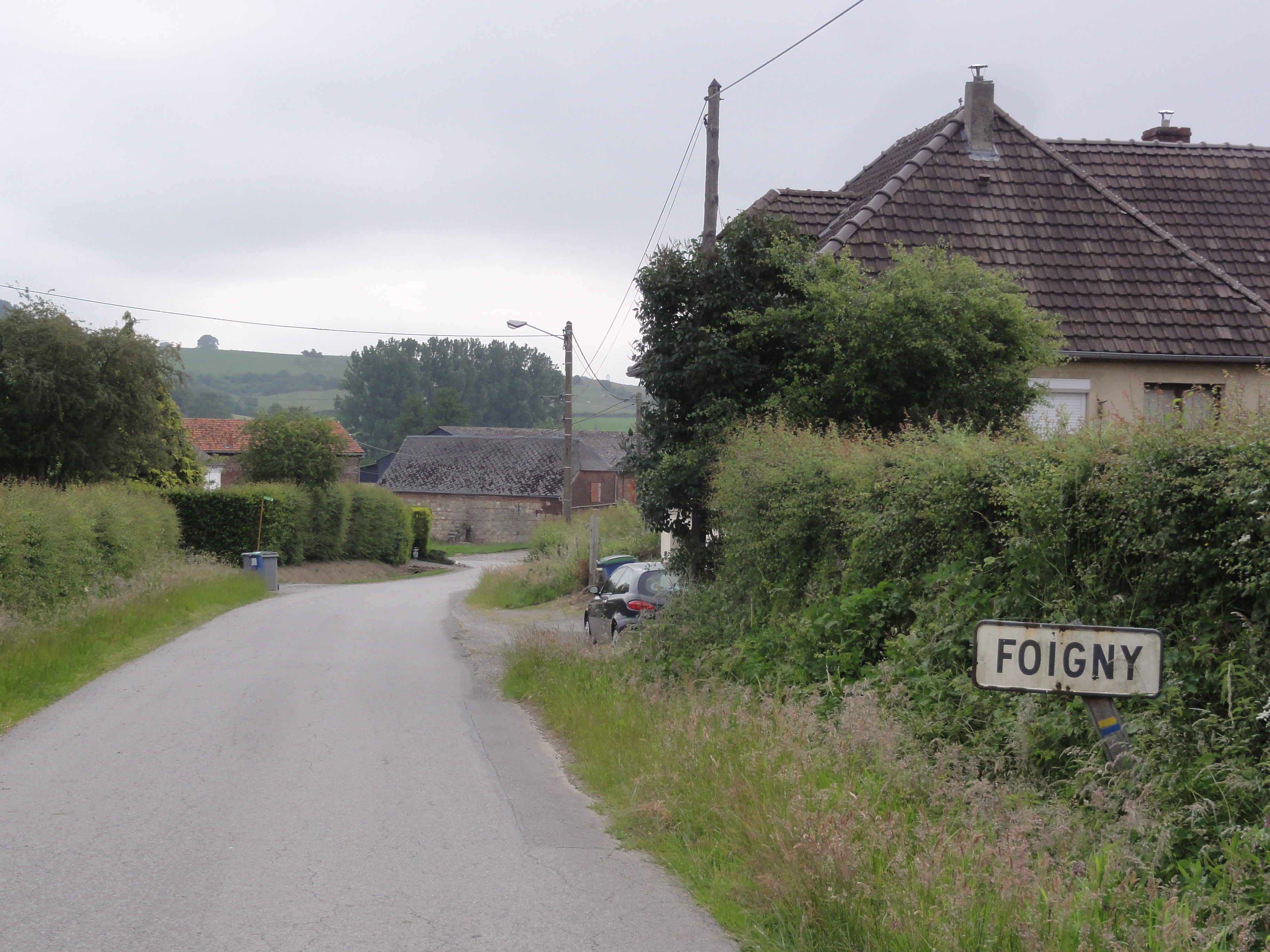
Entrée de Foigny.

### Hydrographie
La commune est située dans le bassin Seine-Normandie. Elle est drainée par le Ton, le cours d'eau 01 de la Cloperie, le cours d'eau 01 du Moulin de Foigny, le fossé 02 de la commune de La Bouteille, le fossé de Haute-Famaine, le ruisseau des Faux-Jardins, le ruisseau des Fontaines-Daubenton et le Ton,,.
Cette rivière, Le Ton, est longue de 56 km. Elle prend sa source dans la commune d'Auvillers-les-Forges (Ardennes), et se jette dans l'Oise (rive gauche) à Étréaupont, après avoir traversé quinze communes. Les caractéristiques hydrologiques du Ton sont données par la station hydrologique située sur la commune d'Origny-en-Thiérache. Le débit moyen mensuel est de 3,67 m3/s. Le débit moyen journalier maximum est de 46 m3/s, atteint lors de la crue du 21 décembre 1993. Le débit instantané maximal est quant à lui de 54,8 m3/s, atteint le 1er décembre 1993.

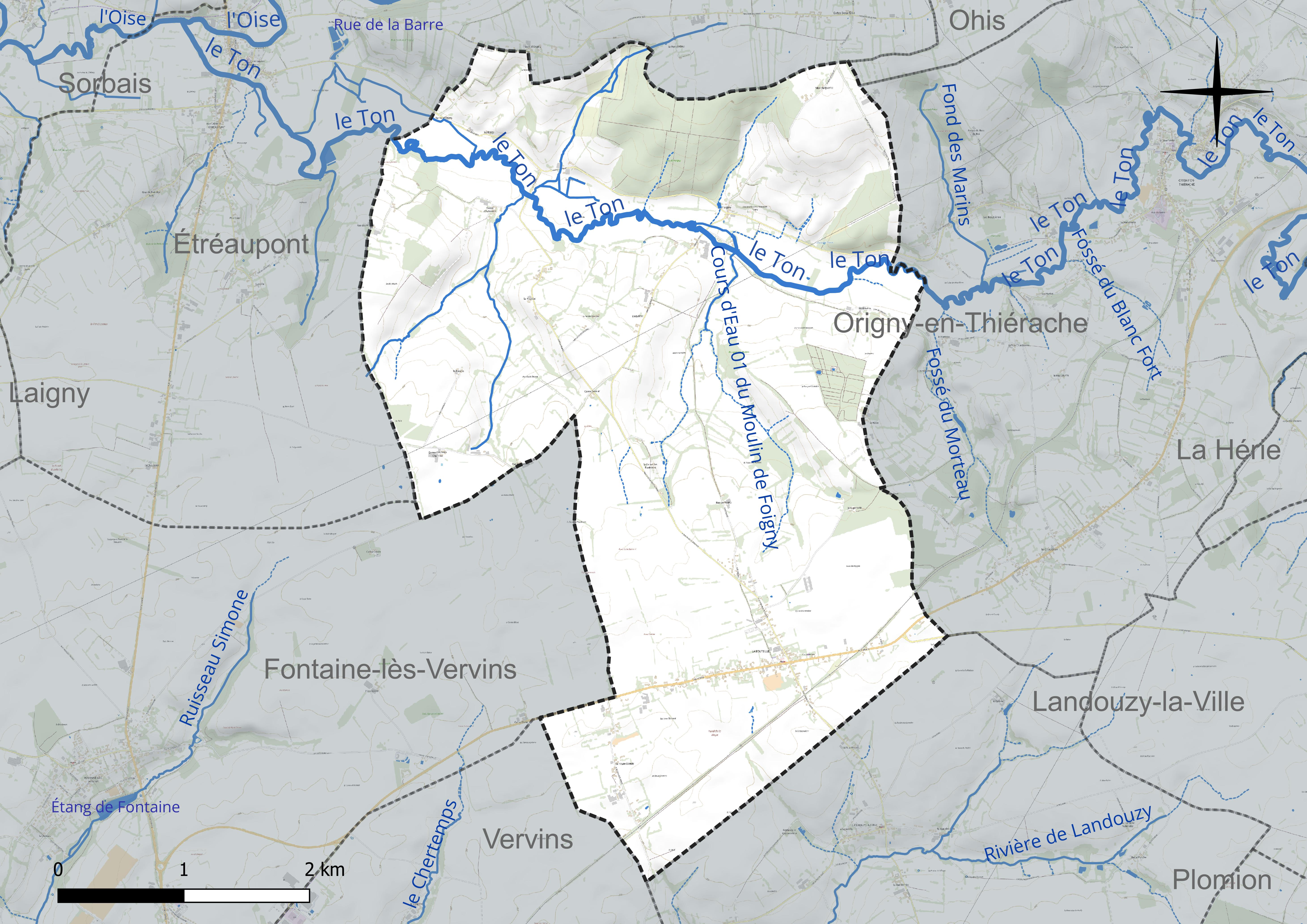
Réseau hydrographique de La Bouteille.

### Climat
Pour des articles plus généraux, voir Climat des Hauts-de-France et Climat de l'Aisne.
En 2010, le climat de la commune est de type climat des marges montagnardes, selon une étude du CNRS s'appuyant sur une série de données couvrant la période 1971-2000. En 2020, Météo-France a publié une typologie des climats de la France métropolitaine, selon laquelle la commune est exposée à un climat océanique altéré. Elle se trouve en effet dans la région climatique nord-est du bassin Parisien, caractérisée par un ensoleillement médiocre, une pluviométrie moyenne régulièrement répartie au cours de l'année et un hiver froid (3 °C).
Pour la période 1971-2000, la température annuelle moyenne est de 9,4 °C, avec  une amplitude thermique annuelle de 15,3 °C. Le cumul annuel moyen de précipitations est de 938 mm, avec 13,6 jours de précipitations en janvier et 10,1 en juillet. Pour la période 1991-2020, la température moyenne annuelle observée à la station météorologique la plus proche (commune de Fontaine-lès-Vervins, à 5 km à vol d'oiseau) est de 10,5 °C, et le cumul annuel moyen de précipitations est de 826,3 mm,.
Pour l'avenir, les paramètres climatiques de la commune estimés pour 2050 selon différents scénarios d'émission de gaz à effet de serre sont consultables sur un site dédié publié par Météo-France en novembre 2022.

## Urbanisme

### Typologie
Au 1er janvier 2024, La Bouteille se trouve dans la catégorie des communes rurales à habitat très dispersé, selon la nouvelle grille communale de densité de sept niveaux définie par l'Insee en 2022.
Située en dehors d'une unité urbaine, la commune ressort de l'aire d'attraction d'Hirson, dont elle fait partie de la couronne,. Cette aire, qui regroupe vingt-six communes, est dans la catégorie des aires de moins de 50 000 habitants,.

### Occupation des sols
L'occupation des sols de la commune, telle qu'elle ressort de la base de données européenne d'occupation biophysique des sols Corine Land Cover (CLC), est marquée par l'importance des territoires agricoles (89,3 % en 2018), une proportion identique à celle de 1990 (89,3 %). La répartition détaillée en 2018 est la suivante : 
prairies (63,8 %), terres arables (24,2 %), forêts (7,8 %), zones urbanisées (2,9 %), zones agricoles hétérogènes (1,3 %).
L'évolution de l'occupation des sols de la commune et de ses infrastructures peut être observée sur les différentes représentations cartographiques du territoire : la carte de Cassini (XVIIIe siècle), la carte d'état-major (1820-1866) et les cartes ou photos aériennes de l'IGN pour la période actuelle (1950 à aujourd'hui).

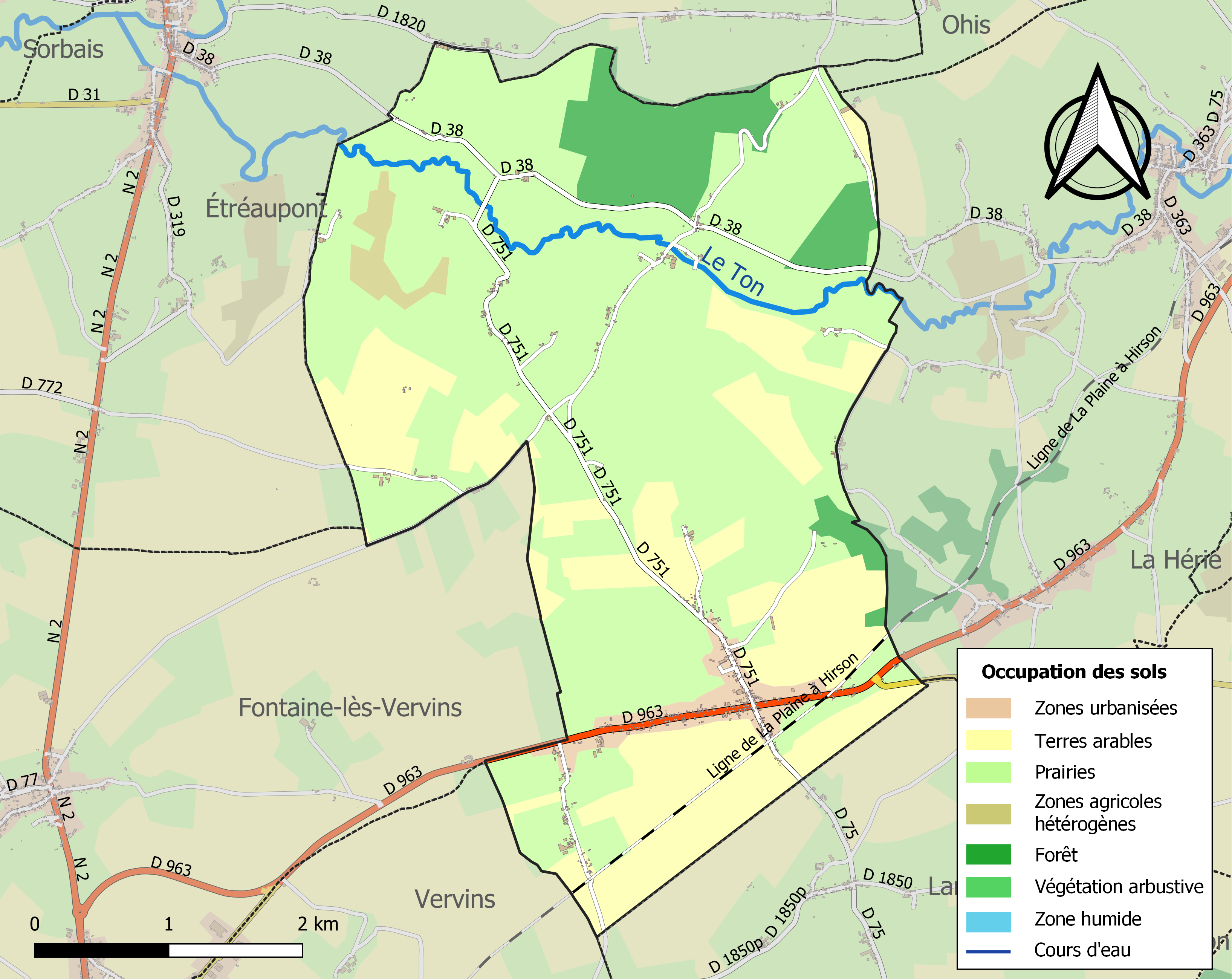
Carte des infrastructures et de l'occupation des sols de la commune en 2018 (CLC).

## Toponymie
La localité devrait son nom à l'implantation d'un établissement de fabrique de bouteilles en 1540, d'où La Bouteille. Aucune source archivistique ou archéologique n'a permis d'en attester. La faiblesse des gisements locaux de matières premières nécessaires à la réalisation du verre (silice…) est un autre élément de doute. Rien n'empêchait cependant leur importation depuis un autre secteur géographique ; dans ce cas, la réputation des verriers et de leur production devait être suffisamment importante pour que le surcoût soit supportable.

La source habituellement utilisée pour évoquer les origines du village est postérieure. Il s'agit du Livre de Foigny, rédigé vers 1670 par Jean-Baptiste de Lancy, prieur de l'abbaye, repris par bon nombre d'historiens locaux. C'est le cas du Dictionnaire topographique de l'Aisne d'Auguste Matton, publié en 1871 :  
Bouteille (La), con de Vervins. — La Boutaille, 1551 (reg. des insinuations du baill. de Laon). — Bouttaille, 1564 (min. d'Herbin, notaire ; greffe du trib. de Laon). —Parochia de la Bouteille-in-Thieraschia, 1633 (arch. comm. de Martigny-en-Laonnois). — Village de Boutilly, vulgairement dit la Bouteille, 1667 (reg. de la fabr. de la Bouteille).

La Bouteille rel. du comté de Marle : « La Bouteille est un nom de village qui a pris sa dénomination première d'une verrerie establye en ce lieu, à laquelle se faisoient quantité de bouteilles plus que tout autre sorte d'ouvrage de pareille nature. Les premières maisons basties environ du four à verre en forme d'un hameau servoient de demeure et retraitte aux gentilshommes verriers (Tassars et Gaspars), à leurs serviteurs et marchands qui y abordoient pour les achepter, les porter vendre ès villes et bourgades. Estoit ce lieu communément appellé la rue de la Bouteille au subject que cette marchandise s'y faisoit, et par aucuns, la rue de la Verrerie. Ce village de la Bouteille composé de retranchement de trois terrouers : celui de Foigny, de Londouzy… La Bouteille est à présent une paroise de la nouvelle datte » (Livre de Foigny, par de Lancy, fo 1). 

### Lieux-dits, hameaux et censes
Dans le même ouvrage, Auguste Matton a rédigé des notices (parfois très succinctes) à propos des lieux-dits de la commune. Les toponymes sont, pour la plupart, restés en usage.

## Histoire
Le village faisait partie des domaines fonciers relevant de l'abbaye cistercienne de Foigny, fondée en 1121. L'avènement de la paroisse de La Bouteille n'a pas été déterminé avec précision. Aucune trace, archivistique, archéologique ou bibliographique, n'atteste de la présence (pourtant très probable) d'un oratoire ou d'une chapelle antérieurs à l'église bâtie en 1547. Sa construction suppose en effet qu'une communauté humaine existait. De la même façon, l'érection de cette église fortifiée (d'un seul jet) répond à un besoin collectif de se protéger de bandes armées.
Le décret du 14 décembre 1789 crée les municipalités (devenues « communes » en 1793) : la paroisse de La Bouteille devient l'une d'entre elles. Quelques jours plus tard, la nouvelle organisation territoriale fait qu'elle ressort du canton de Plomion, du district de Vervins, et du département de l'Aisne (qu'établit la loi du 22 décembre). Elle est ensuite rattachée au canton de Vervins, lors de la création de l'arrondissement en 1801.

## Politique et administration

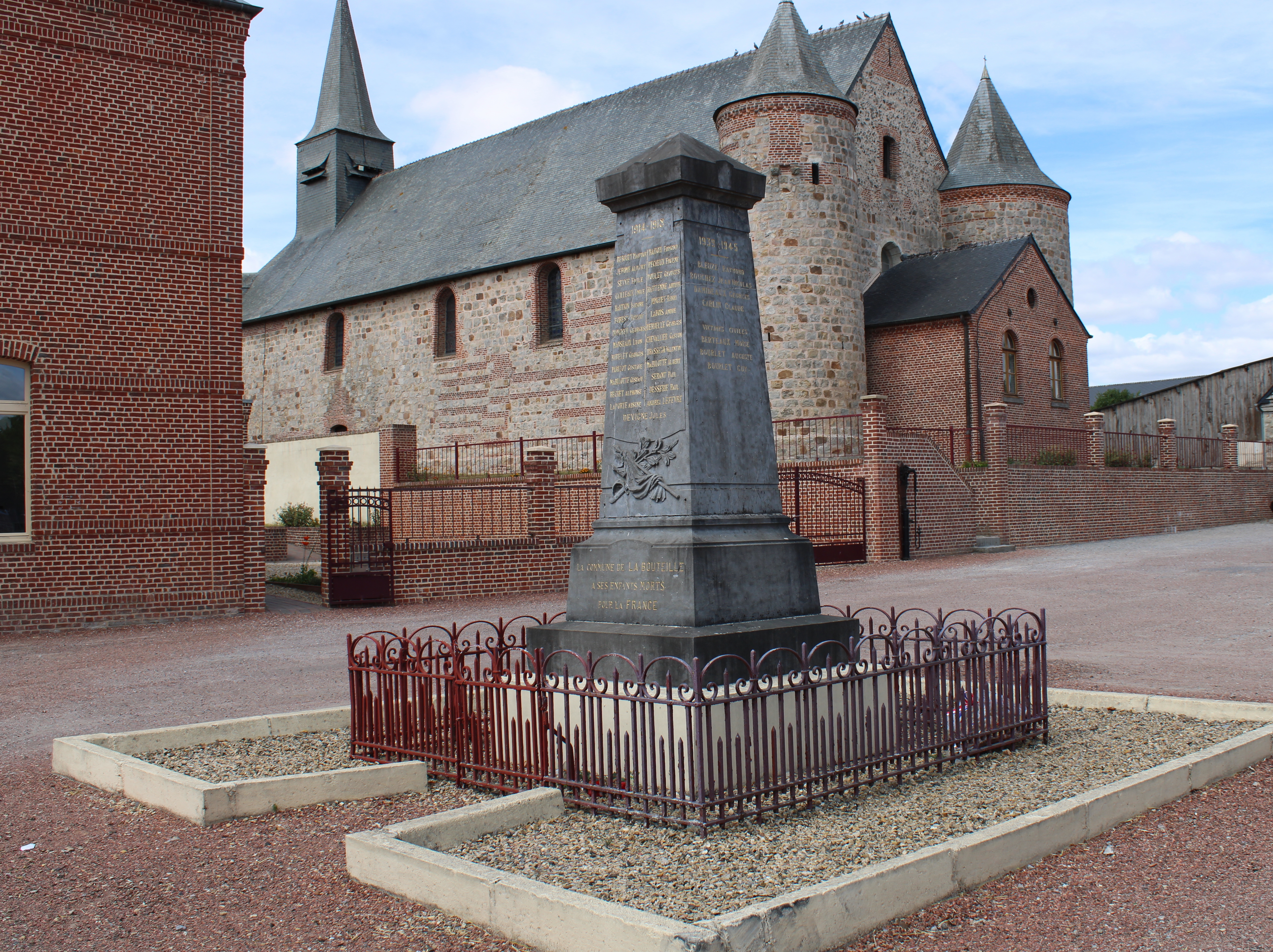
Le monument aux morts.

### Découpage territorial
La commune de Bouteille est membre de la communauté de communes de la Thiérache du Centre, un établissement public de coopération intercommunale (EPCI) à fiscalité propre créé le 31 décembre 1992, dont le siège est à La Capelle. Ce dernier est par ailleurs membre d'autres groupements intercommunaux.
Sur le plan administratif, elle est rattachée à l'arrondissement de Vervins, au département de l'Aisne et à la région des Hauts-de-France. Du point de vue des élections, elle dépend toujours du canton de Vervins, dont les limites ont été redéfinies lors  le redécoupage cantonal de 2014 entré en vigueur en 2015. Pour ce qui est des élections législatives, La Bouteille est dans la troisième circonscription de l'Aisne, dont les contours ont été modifiés lors du dernier découpage électoral de 2010.

### Administration municipale
| Période                                  | Période   | Identité                  | Étiquette | Qualité                              |
| ---------------------------------------- | --------- | ------------------------- | --------- | ------------------------------------ |
| Les données manquantes sont à compléter. |           |                           |           |                                      |
| mars 2001                                | mars 2008 | André Doublet (1937-2021) |           |                                      |
| mars 2008                                | En cours  | Cyrille Stévenot          |           | Cadre Réélu pour le mandat 2020-2026 |

## Démographie
L'évolution du nombre d'habitants est connue à travers les recensements de la population effectués dans la commune depuis 1793. Pour les communes de moins de 10 000 habitants, une enquête de recensement portant sur toute la population est réalisée tous les cinq ans, les populations de référence des années intermédiaires étant quant à elles estimées par interpolation ou extrapolation. Pour la commune, le premier recensement exhaustif entrant dans le cadre du nouveau dispositif a été réalisé en 2004.

En 2022, la commune comptait 468 habitants, en évolution de −4,68 % par rapport à 2016 (Aisne : −1,97 %, France hors Mayotte : +2,11 %).
| 1793 | 1800 | 1806 | 1821 | 1831  | 1836  | 1841  | 1846  | 1851  |
| ---- | ---- | ---- | ---- | ----- | ----- | ----- | ----- | ----- |
| 824  | 850  | 971  | 967  | 1 044 | 1 102 | 1 068 | 1 087 | 1 104 |

| 1856  | 1861  | 1866  | 1872  | 1876  | 1881 | 1886 | 1891 | 1896 |
| ----- | ----- | ----- | ----- | ----- | ---- | ---- | ---- | ---- |
| 1 151 | 1 134 | 1 111 | 1 072 | 1 064 | 969  | 892  | 907  | 918  |

| 1901 | 1906 | 1911 | 1921 | 1926 | 1931 | 1936 | 1946 | 1954 |
| ---- | ---- | ---- | ---- | ---- | ---- | ---- | ---- | ---- |
| 940  | 862  | 827  | 750  | 737  | 647  | 692  | 692  | 669  |

| 1962 | 1968 | 1975 | 1982 | 1990 | 1999 | 2004 | 2006 | 2009 |
| ---- | ---- | ---- | ---- | ---- | ---- | ---- | ---- | ---- |
| 656  | 633  | 549  | 514  | 502  | 508  | 519  | 515  | 506  |

| 2014 | 2019 | 2022 | - | - | - | - | - | - |
| ---- | ---- | ---- | - | - | - | - | - | - |
| 495  | 475  | 468  | - | - | - | - | - | - |

## Économie

### Activités économiques
Un dossier de l'INSEE permet d'avoir un aperçu de la situation de La Bouteille. Selon le dossier de l'INSEE, seize établissements étaient actifs en 2022, hors agriculture, dans des domaines divers :
- construction ;
- commerce, transport, hébergement, restauration ;
- activités immobilières…

Un artisan s'est installé en 2007 dans l'ancienne boucherie-charcuterie Dupont, au 1 de la rue de Verdun. Il tient un atelier de fabrication de jeux en bois : « Un Monde de Bois ».
Toutefois, l'agriculture et l'élevage continuent d'être des activités importantes, même si le nombre de fermes et la population active ont fortement diminué. Selon le recensement de 2020, on comptait vingt exploitations agricoles.

### Chemins de fer

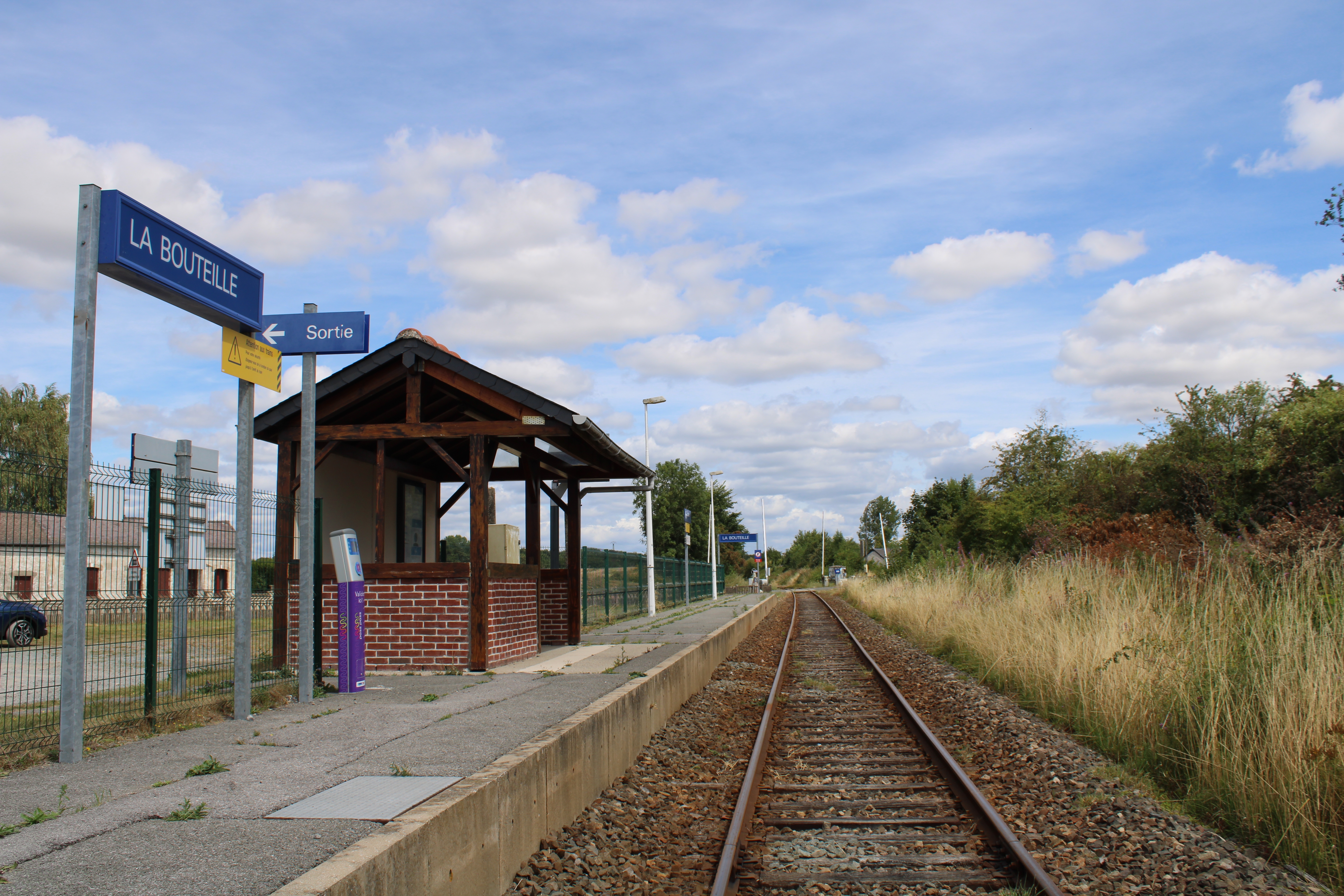
La gare entre Vervins et Hirson.

La commune possède une gare, depuis l'achèvement de la ligne Paris - Laon - Hirson, en 1870. Le bâtiment a été détruit dans les années 1970, laissant la place à une halte ferroviaire.

### Axes routiers
La Bouteille compte de nombreux chemins vicinaux et routes communales. La commune est traversée par la RD 963, reliant Vervins à Hirson. Elle prolonge la route nationale 2 venant de Paris. Il s'agit de l'ancienne route nationale n° 363, déclassée depuis 1972, qui reliait Vervins à Jeumont (Nord). Il s'agit de l'ancienne route dite « Charlemagne ».

### Service
Une agence postale communale.

## Culture locale et patrimoine

### Lieux et monuments
- Église Notre-Dame ;
- vestiges de l'abbaye de Foigny ;.
- oratoire à La Cloperie ;
- menhir de la Haute-Bonde ;
- monument aux morts.

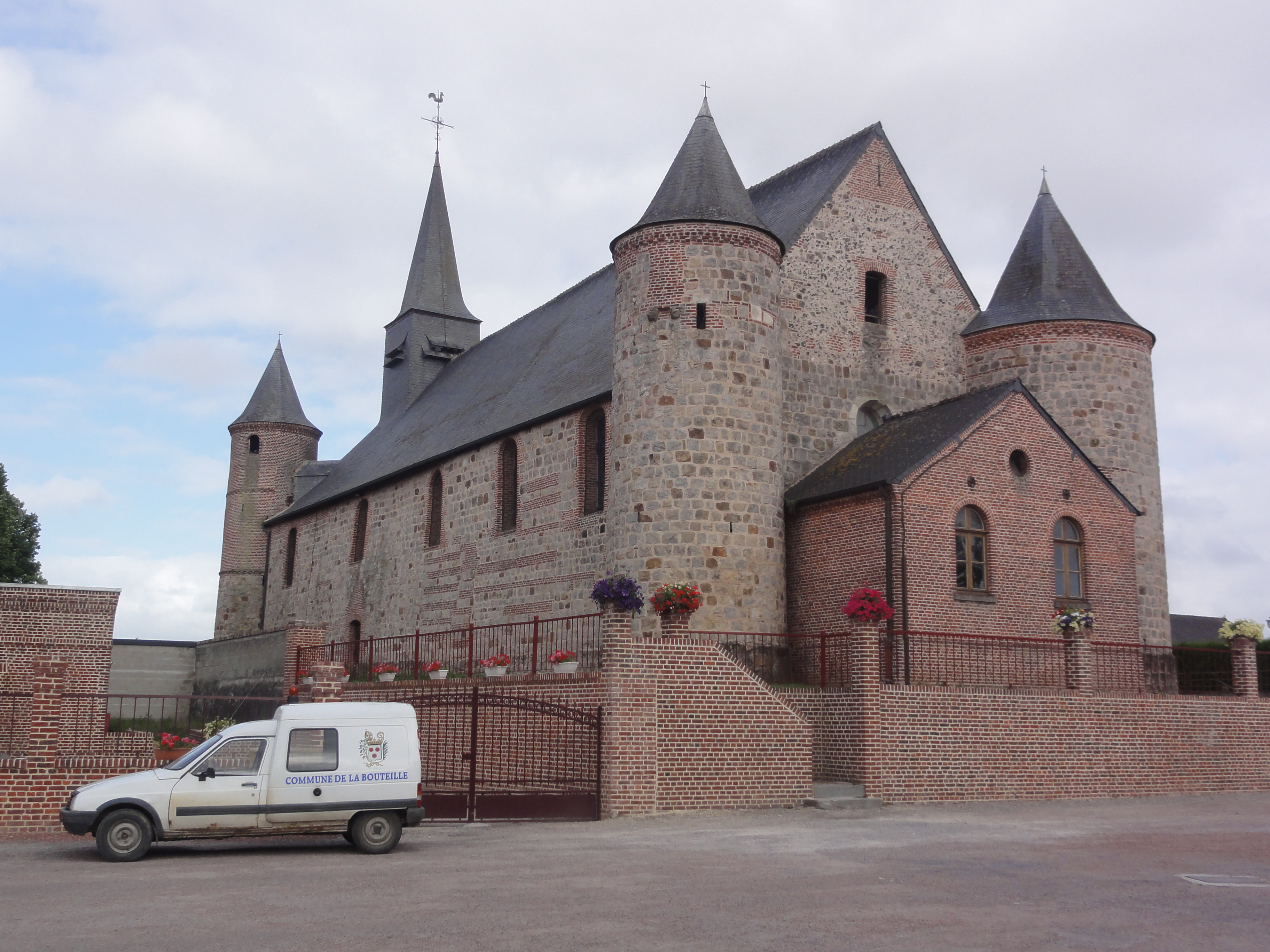
L'église Notre-Dame.
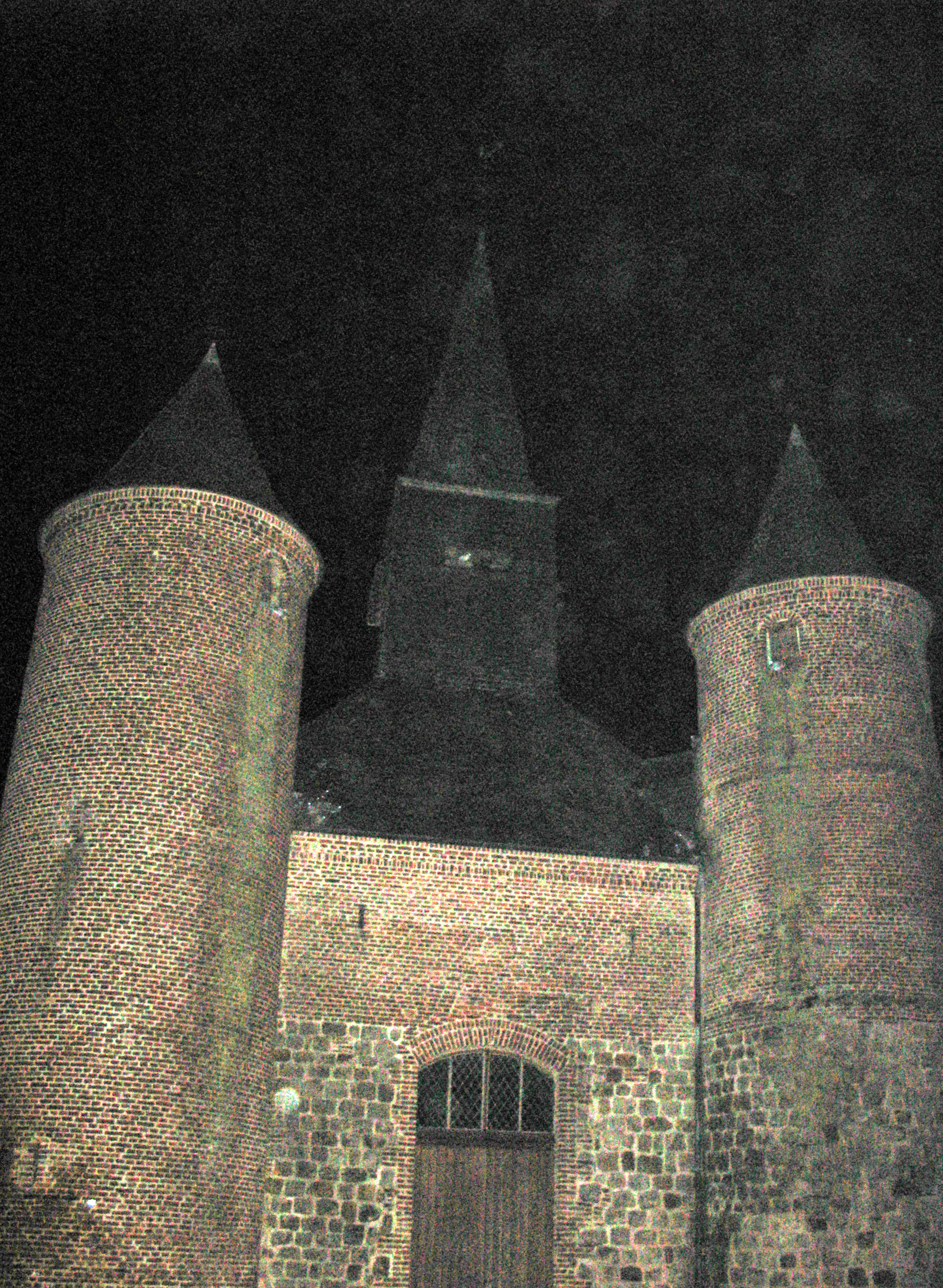
L'église fortifiée, aperçue de nuit.
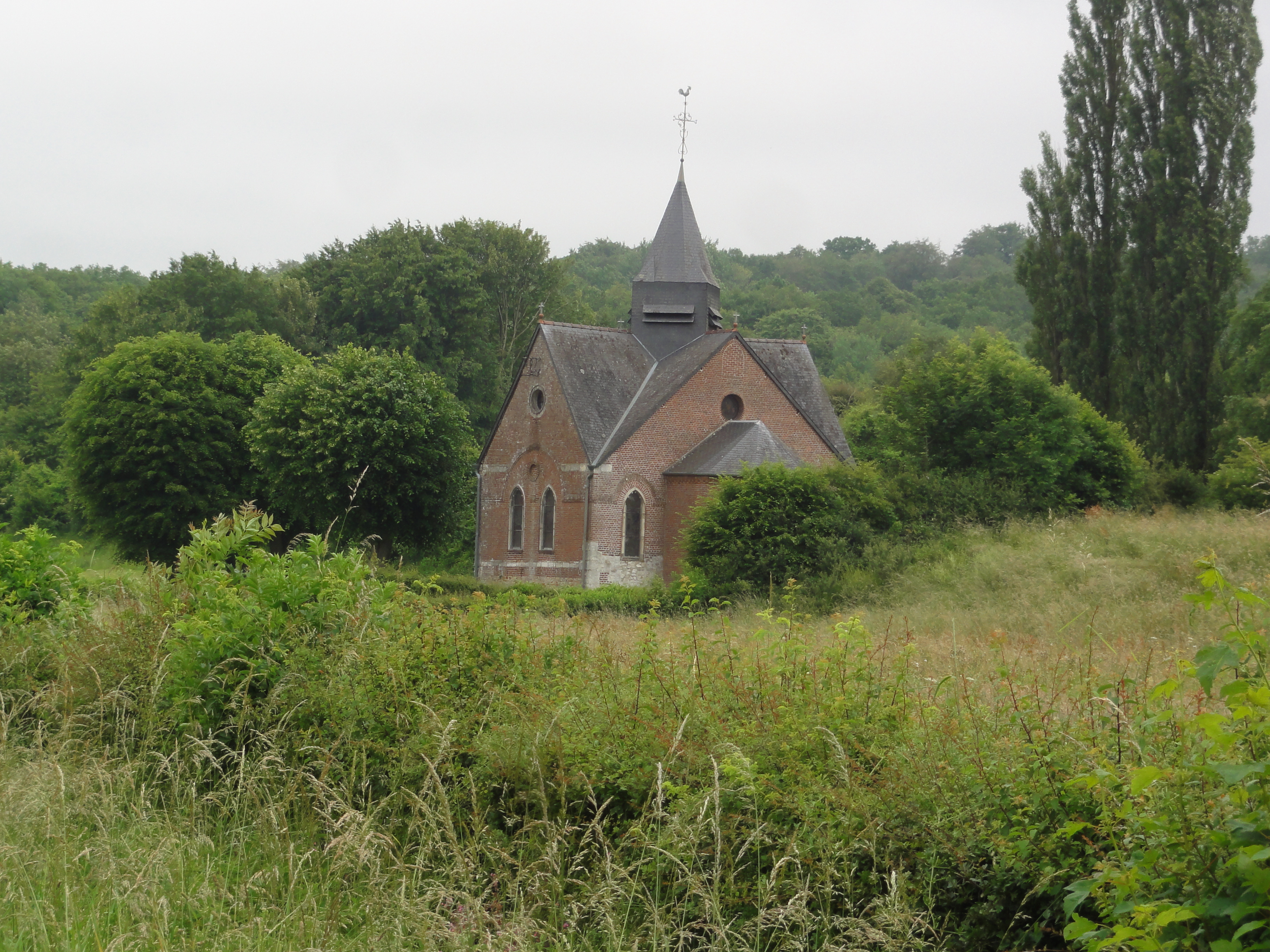
Chapelle bâtie à l'emplacement de l'ancienne abbatiale de Foigny.
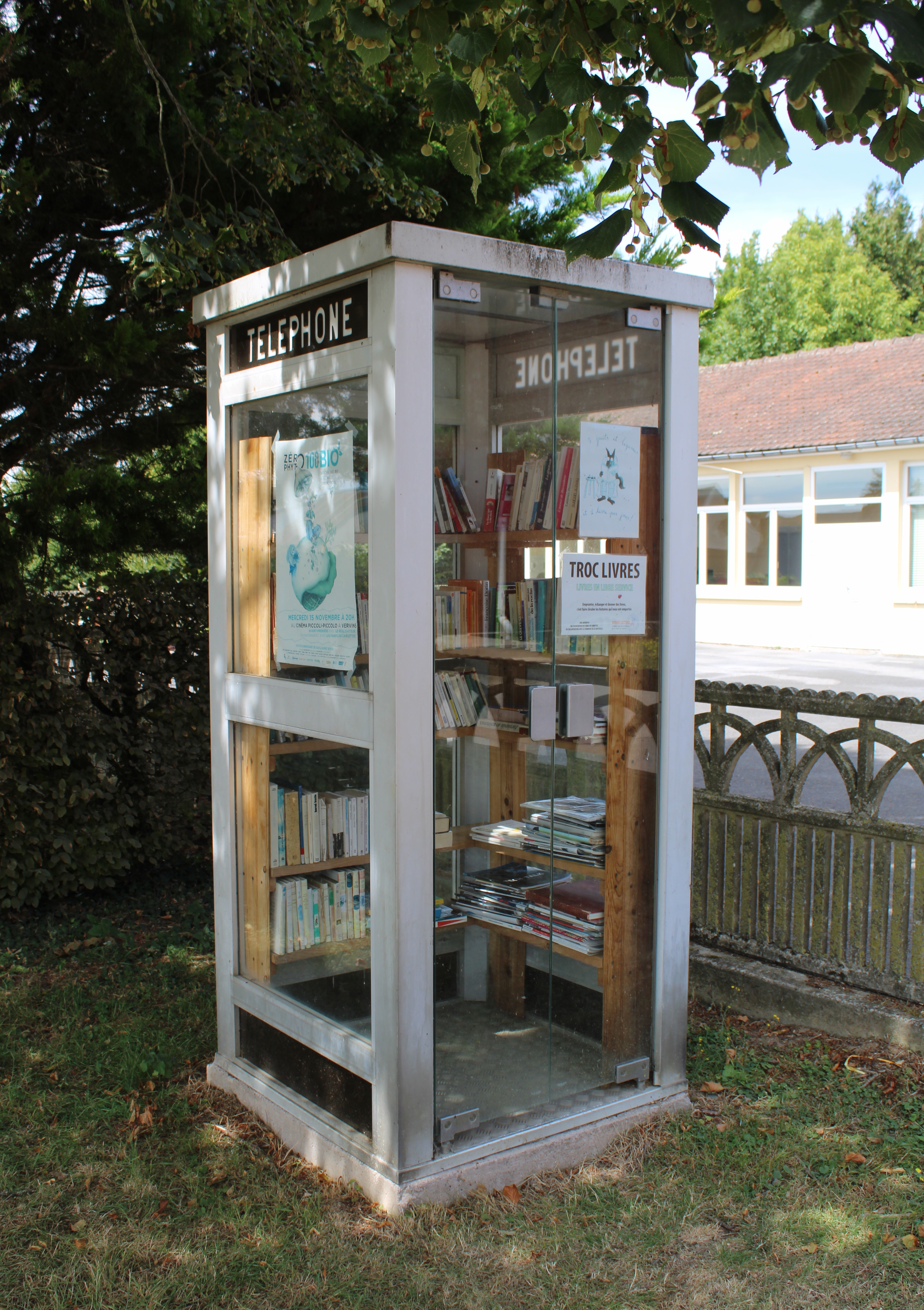
Ancienne cabine téléphonique recyclée en boîte à livres.
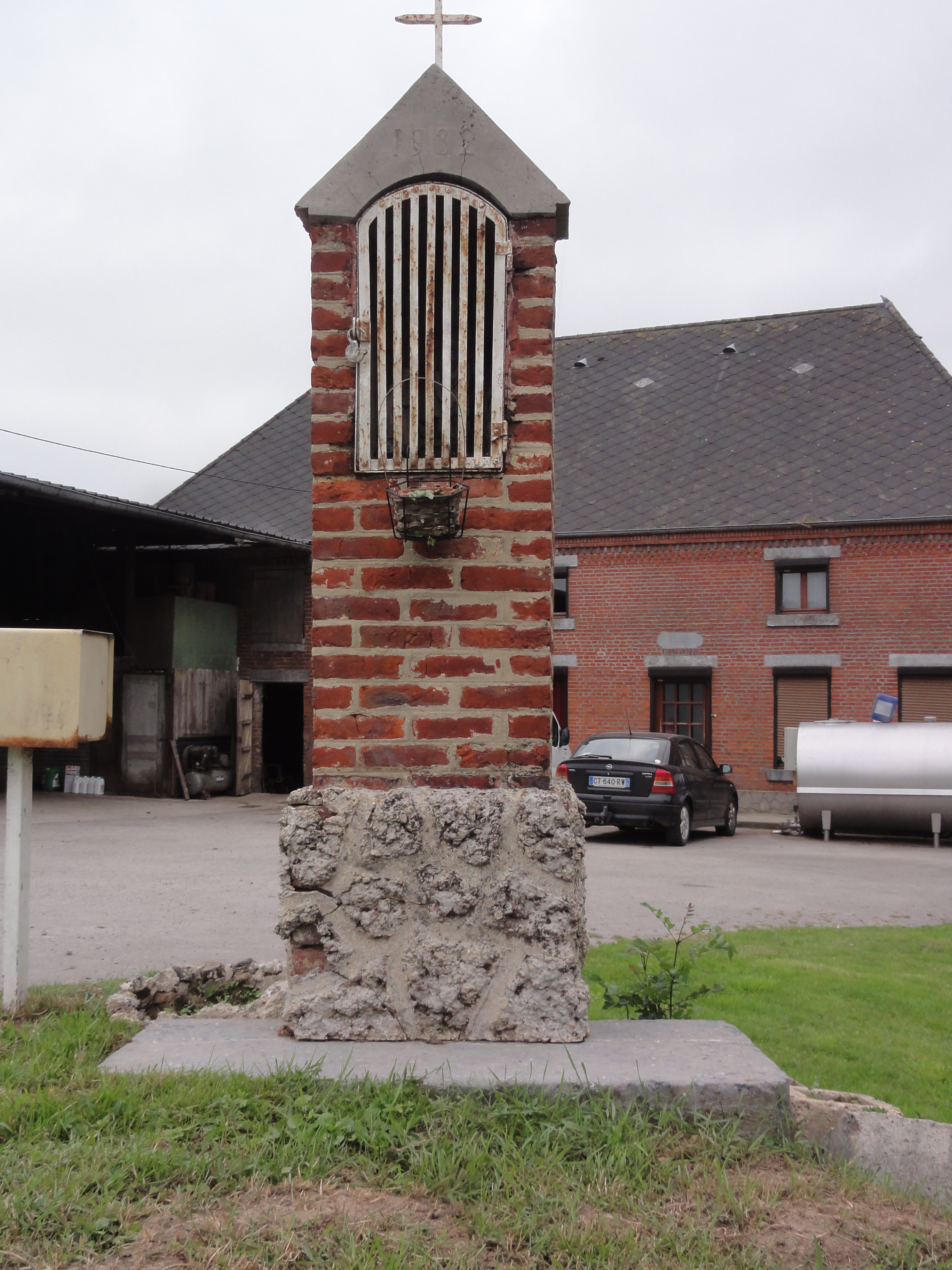
L'oratoire de La Cloperie.

### Personnalités liées à la commune
- Une rue porte le nom de Jean-Nicolas Bouchez, héros de la Résistance et compagnon de la Libération. Son corps est enterré dans le cimetière communal.

- Gabriel de Foigny, écrivain, auteur de La Terre australe connue, serait né à l'abbaye de Foigny, hameau appartenant aujourd'hui à la commune.
- La famille Fabergé est originaire de La Bouteille. De confession huguenote, elle dut quitter la France après la révocation de l'édit de Nantes pour émigrer en Prusse, près de Berlin, puis plus tard en Russie vers 1800. C'est à Saint-Pétersbourg, que la famille devint célèbre avec ses joailliers, Gustave et surtout son fils Pierre-Karl Fabergé, connu pour ses Œufs destinés initialement à la famille impériale.

### Héraldique
Le blason reprend les armoiries de l'ancienne abbaye de Foigny.
| Blason de La Bouteille | Blason  | D'argent à trois roses de gueules.               |
| Blason de La Bouteille | Détails | Le statut officiel du blason reste à déterminer. |

## Pour approfondir